# ARA Libertad (1963)
Het vol getuigde Argentijnse schoolschip ARA Libertad is gebouwd in de Rio Santiago-werf in Argentinië. Het schip wordt door de Argentijnse marine gebruikt voor instructiereizen voor marinecadetten.
Toen het Argentijnse opleidingsschip Presidente Sarmiento uit dienst werd genomen in 1938, moest er een nieuw opleidingsschip komen. Na enige vertraging werd in 1953 de opdracht tot de bouw van een nieuw zeilschip verleend aan de marinewerf Rio Santiago in Ensenada. In datzelfde jaar werd de kiel gelegd.
De feitelijke bouw werd echter vertraagd door veel wijzigingen aan het oorspronkelijke ontwerp. In de zomer van 1956 werd de romp te water gelaten. Door de Admiraliteit werd besloten het schip Libertad te dopen. Tegelijkertijd werd ook een besluit over de tuigage genomen: een volschip. De bouw duurde tot 1961, in 1962 maakte de ARA Libertad haar eerste reis.
De ARA Libertad wordt primair gebruikt voor de opleiding van marinecadetten. Het schip heeft de Boston Beanpot Trophy negenmaal gewonnen en is houder van het wereldrecord trans-Atlantische oversteek tussen Cape Race (Canada) en Dursey Island (Ierland): 1.741,4 zeemijlen in 6 dagen en 4 uur.

## Incident in Ghana
Begin oktober 2012 werd in de haven van Tema in Ghana beslag gelegd op het schip door Elliott Management Corporation, een hedgefonds met een grote portefeuille Argentijnse staatsobligaties. Op 15 december oordeelde het Internationaal Zeerechttribunaal, dat de Libertad als militair schip immuniteit geniet. Op 19 december kon het schip uit de haven vertrekken.

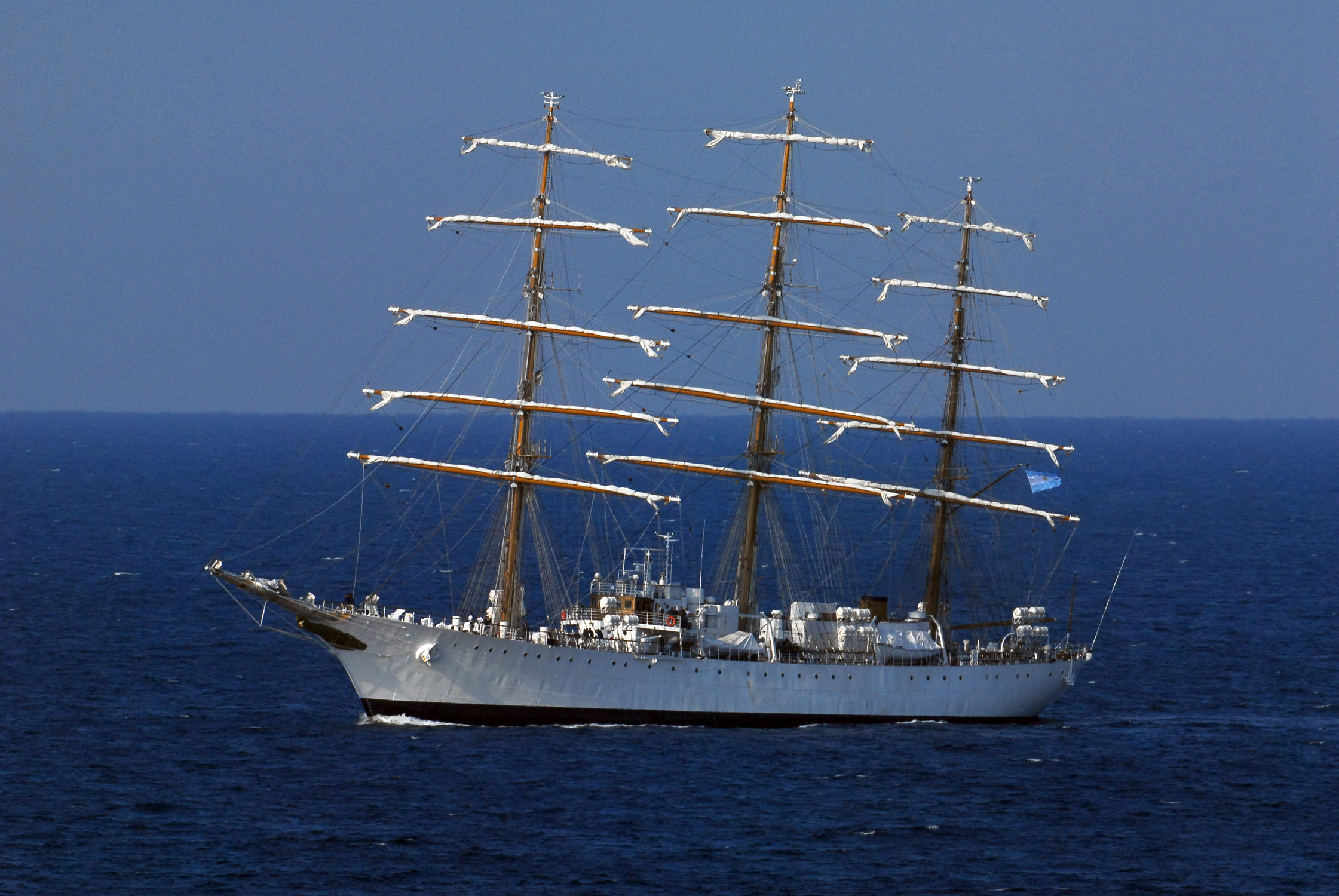
Op de Atlantische Oceaan
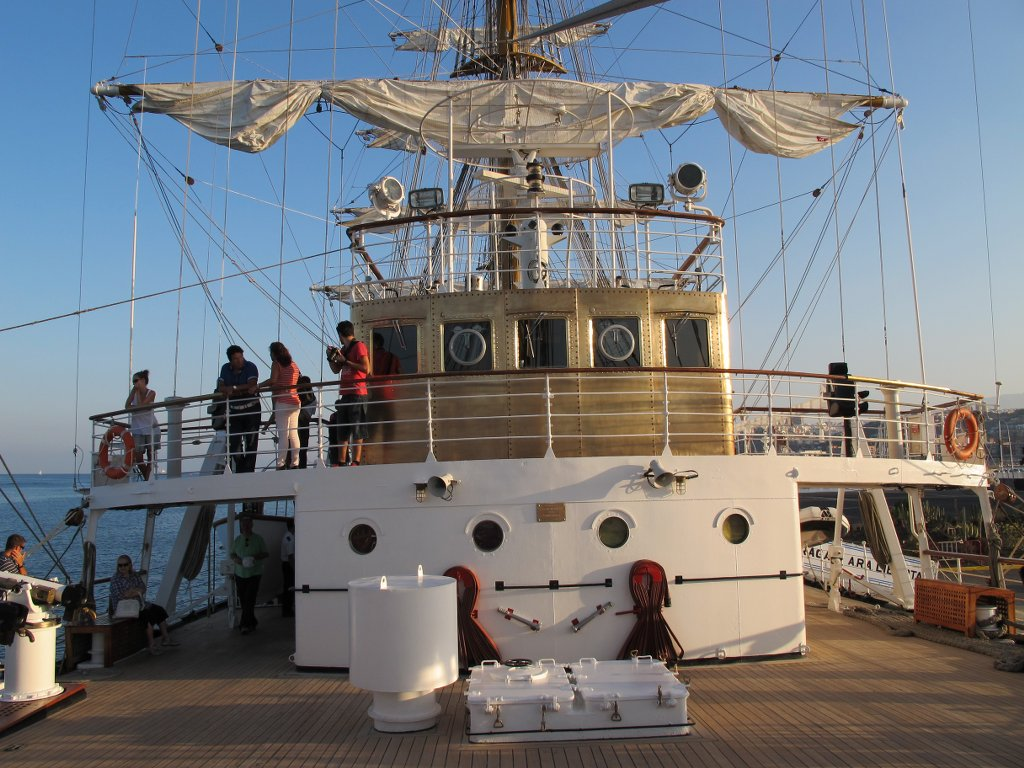
De brug
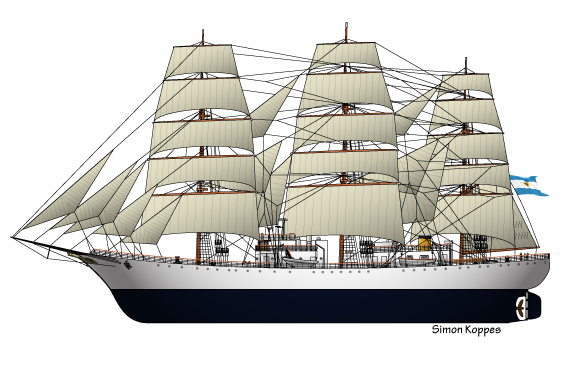
Lijntekening van de ARA Libertad

## Bron
- ARA Libertad, Argentinië op SimonsShips.com